# パク・ヨンハ
パク・ヨンハ（朝: 박용하、漢: 朴 容夏、1977年8月12日 - 2010年6月30日）は、韓国出身の俳優、歌手。本貫は密陽朴氏。父は韓国の音楽プロデューサーのパク・スンイン。

## 人物・来歴
- 身長178cm、体重62kg、血液型B型。
- 所属芸能事務所は韓国ではヨナENTERTAINMENT、日本ではアップフロントエージェンシー（現：アップフロントプロモーション）。所属レコード会社はポニーキャニオンであった。
- 高校在学中の1994年に俳優デビュー。韓国男子の義務としての徴兵は2006年暮れに通知を受け準備していたものの、翌年先天的に異常であった眼の水晶体が悪くなったことが分かり免除された。これが韓国国内では非難の的ともなった[2]。
- 2002年にKBSが放送したドラマ『冬のソナタ』でキム・サンヒョク役（ペ・ヨンジュン演じるカン・ジュンサン/イ・ミニョンの恋敵役）を演じた。翌年NHKが衛星波で放送すると「韓流ブーム」に乗って、主役のチェ・ジウ、ペ・ヨンジュンとともに日本でも人気を集めるようになる。この年に歌手デビュー。
- 2002年に主演した「Loving You」で共演した元S.E.S.のユジンと交際していたことがある。
- 2004年6月公式初来日、同年10月には日本公式ファンクラブ「Summer face Japan」が発足。その後はしばらく日本での歌手活動が中心だったが、2008年、主演ドラマ『オンエアー』で5年ぶりに俳優復帰。後韓国の中央大学校に入学し、芸術学部演劇科で演劇を勉強し直しつつ、韓国では俳優、日本では歌手として活動をしていた。
- ペ・ヨンジュンに代わってRain（ピ）とともにロッテ免税店のモデルとなり、2007年、第21回日本ゴールドディスク大賞「ザ・ベスト・エイジアン・アーティスト賞」を受賞。
- 2008年、第22回日本ゴールドディスク大賞「シングル・オブ・ザ・イヤー（洋楽）」「ザ・ベスト・エイジアン・アーティスト」を受賞。同年、SBS演技大賞にて、ドラマスペシャル部門男演技賞、10大スター賞を受賞した。

### 突然の死
- 2010年6月30日早朝、ソウル特別市内の自宅で遺体で発見された[3]。32歳没。死因は電源コードでの首吊り自殺と日本では報道されたが、実際は電源コードで首を締めたことによる感電での胸部圧迫死と断定された。背景のひとつとして、末期の胃癌を患った父親の介護に疲れたことや[4]、事務所経営のストレス、日本で活躍することに対する韓国からの誹謗中傷などが挙げられている[5]。葬列の見送りから火葬場に至るまで日本からも多くのファンが別れに訪れ、現地メディアも驚きをもって自殺時以上に大きく報道した[6]。
- 日本でも馴染みのある俳優だったため、国内での衝撃もあった。過去に出演したテレビ番組では追悼企画が組まれたり、予定されていたコンサートはファンの献花のために開催されるなどした。
- 2010年8月17日　ソウル郊外薬泉寺において、四十九日法要が故人と親しかった友人、仕事仲間、日本からのファンと共に行われた[7]。
- 2010年10月7日　薬泉寺において、百か日法要が執り行われた[7]。遺族の配慮により、日本から来るファンのために、ソウル市内から薬泉寺と故人が眠る盆唐メモリアルパーク[8]までの無料送迎バスが用意された。
- 2011年6月30日　薬泉寺において一周忌が行われた[7]。
- 2014年6月16日　日本デビュー10周年を記念するコンサートがパシフィコ横浜・国立大ホールにて開催され、死後4年程経過していたにも関わらず、4000人のファンが集った[7]。
- 2019年6月30日 薬泉寺に於いて10回忌特別法要が営まれる。この法要への日本からの参列者等に向けてツアーが企画されている[9]。

## 出演作

### ドラマ
KBS
- 愛が花咲く教室（1995年）
- パリ公園の朝（1996年）
- スタート（1996年）
- 私達は道に迷った小鳥を見た（恋歌）（1999年）
- 恋をしなさい（1999年）
- 冬のソナタ（2002年）
- Loving You（2002年）※初主演作
- ザ・スリングショット〜男の物語（2009年）

MBC
- テーマ劇場（1994年）※デビュー作
- 嬉しいクリスマス（1998年）
- ずっと会いたい（ボゴ・ト・ボゴ）（1998年）
- ギプスの家族（2000年）
- 敵たちとの社会（2000年）
- 恋はだれもがするけど（2000年）
- 秘密（2000年）
- キス（2001年）
- 雪花（2000年）

SBS
- 母の旗（1996年）
- 噂の女（2001年）
- ON AIR（2008年）

フジテレビ
- 東京湾景（2004年）
- Xmasの奇蹟（2009年）※東海テレビ制作[10]

CS 衛星劇場
- 愛したあとに〜サランハンフエ（2005年）

### 映画
- クリスマスに雪が降れば（1998年）
- 憎くても、もう一度（2002年）
- 作戦 The Scam（2009年）（日本公開は2010年1月）

### その他
CS Mnet
- パク・ヨンハダイアリー（2008年 - 2009年） - （スカパー!アワード2008にて「スカパー!大賞」「韓流賞」受賞）
- パク・ヨンハダイアリー season2（2009年 - 2010年）
- パク・ヨンハダイアリー season3（2010年 - 2011年）

CS DATV
- HOHOEMIプロジェクト「美しい青年パク・ヨンハの最後の願い」ー（2010年12月25日）

### ラジオ
SBSラジオPOWER FM
- テンテンクラブ（2004年5月3日 - 2005年10月30日）

ニッポン放送
- パク・ヨンハのオールナイトニッポン（2007年9月24日）

## 音楽
- 全てのシングル・アルバムはポニーキャニオンからリリースされた。

### シングル
| # | 発売日          | 曲順 | タイトル                          | 作詞                          | 作曲                        | 編曲             | 規格品番                  |
| - | --------------- | ---- | --------------------------------- | ----------------------------- | --------------------------- | ---------------- | ------------------------- |
| 1 | 2004年 11月17日 | 01   | カジマセヨ                        | イ・ギョンソプ                | イ・ギョンソプ              | イ・ギョンソプ   | PCCA-70097                |
| 1 | 2004年 11月17日 | 02   | BLUE                              | イ・ギョンソプ                | イ・ギョンソプ              | イ・ギョンソプ   | PCCA-70097                |
| 2 | 2005年 12月21日 | 01   | Truth                             | 松井五郎                      | 玉置浩二                    | mk               | PCCA-70133                |
| 2 | 2005年 12月21日 | 02   | Truth in 394's                    | 松井五郎                      | 玉置浩二                    | mk               | PCCA-70133                |
| 2 | 2005年 12月21日 | 03   | ほゝえみをあげよう                | 松井五郎                      | 玉置浩二                    | mk               | PCCA-70133                |
| 3 | 2006年 9月20日  | 01   | 君が最高!                         | SPIN                          | 本間昭光                    | 中村太知         | PCCA-02326 （初回限定盤） |
| 3 | 2006年 9月20日  | 02   | Ready Go Lady Go                  | 松井五郎                      | イ・ギョンソプ              | イ・ギョンソプ   | PCCA-02326 （初回限定盤） |
| 3 | 2006年 9月20日  | 03   | Distance                          | 5963 Production Shoko / Gajin | Gajin                       | Ken Matsubara    | PCCA-02326 （初回限定盤） |
| 3 | 2006年 9月20日  | 03   | Candlewick                        | 松井五郎                      | mk                          | mk               | PCCA-02327 (通常盤)       |
| 4 | 2007年 1月1日   | 01   | 僕の頁をめくれば                  | 鳥海雄介                      | 本間昭光                    | 中村太知         | PCCA-70178                |
| 4 | 2007年 1月1日   | 02   | Close                             | 松井五郎                      | Steven Lee Joey Carbone     | Jin Nakamura     | PCCA-70178                |
| 5 | 2007年 8月29日  | 01   | 永遠                              | 松井五郎                      | 松本俊明                    | 中村太知         | PCCA-02480 （初回限定盤） |
| 5 | 2007年 8月29日  | 02   | 夏のカケラ                        | コモリタミノル                | コモリタミノル              | コモリタミノル   | PCCA-02480 （初回限定盤） |
| 5 | 2007年 8月29日  | 03   | 誰よりも                          | 磯崎健史                      | 磯崎健史                    | 磯崎健史         | PCCA-02480 （初回限定盤） |
| 5 | 2007年 8月29日  | 03   | Don't give it up                  | 松井五郎                      | 飯田高広                    | 飯田高広         | PCCA-02481 (通常盤)       |
| 6 | 2008年 7月23日  | 01   | Behind love〜片思い               | 松井五郎                      | ハン・ソンホ                | ハン・スンフン   | PCCA-02714 （初回限定盤） |
| 6 | 2008年 7月23日  | 02   | 愛するひとへ                      | 松井五郎                      | キム・ジェヤン              | キム・ジェヤン   | PCCA-02714 （初回限定盤） |
| 6 | 2008年 7月23日  | 03   | a song for you                    | 田辺晋太郎                    | 田辺晋太郎                  | 大野裕一         | PCCA-02714 （初回限定盤） |
| 6 | 2008年 7月23日  | 03   | promise                           | イ・ヒスン                    | ハン・ソンホ                | ムン・ジョンギュ | PCCA-02715 (通常盤)       |
| 7 | 2008年 11月12日 | 01   | Say goodbye                       | H.U.B.                        | ハン・ソンホ                | ハン・スンフン   | PCCA-02773 （初回限定盤） |
| 7 | 2008年 11月12日 | 02   | 12月の空                          | Marcoqwin                     | Marcoqwin                   | ムン・ジョンギュ | PCCA-02773 （初回限定盤） |
| 7 | 2008年 11月12日 | 03   | かけがえのない人                  | 渡辺未来                      | 渡辺未来                    | ハン・スンフン   | PCCA-02773 （初回限定盤） |
| 7 | 2008年 11月12日 | 03   | Love is gone…                     | ハン・ソンホ                  | ムン・ジョンギュ            | ムン・ジョンギュ | PCCA-02774 （通常盤）     |
| 8 | 2009年 11月18日 | 01   | 最愛のひと                        | 売野雅勇                      | 筒美京平                    | 船山基紀         | PCCA-03052                |
| 8 | 2009年 11月18日 | 02   | ハーモニー                        | 田形美喜子                    | 大隅知宇                    | 十川ともじ       | PCCA-03052                |
| 8 | 2009年 11月18日 | 03   | MONEY （feat.Cho PD）             | Cho PD                        | Mok Young Jin Yoon Jae Sang | Yoon Jae Sang    | PCCA-03052                |
| 9 | 2010年 5月19日  | 01   | ONE LOVE 〜笑顔であふれるように〜 | kenko-p                       | Nickii                      | Kim Ki Wan       | PCCA-70288                |
| 9 | 2010年 5月19日  | 02   | 覚めない夢                        | 加藤ゆかり                    | 洞澤徹                      | Seo Jung jin     | PCCA-70288                |

### アルバム

#### ベスト・アルバム
- present〜Park Yong Ha Selection Album（2007年6月27日／PCCA-02472）
- Park Yong Ha in 1107's（2010年12月15日／PCCA-03306）
- Park Yong Ha in 1095's（2010年12月15日／PCCA-03307）

#### その他のアルバム
- Yong Ha's Melody〜パク・ヨンハ作品オルゴール集（2007年3月21日／PCCR-00448）
- Song For You（2014年6月18日／PCCA-04048）

### DVD
- カジマセヨ ミュージック・ビデオDVD（2005年1月19日）
- 1st JAPAN TOUR 2005（2005年4月27日）
- summer concert 2005（2005年11月6日）
- 愛したあとに 〜サランハンフエ（2006年4月5日）
- CONCERT2006〜WILL BE THERE...〜（2006年6月7日）
- パク・ヨンハ Summer face Japan Event 2006 (2006年)[11]
- 君が最高!ミュージッククリップ（2006年11月22日）
- 僕の頁をめくればミュージッククリップ（2007年1月1日）
- Park Yong Ha CONCERT IN HAWAII 2006（2007年1月17日）
- 2007 Live in Seoul（2008年1月16日）
- 永遠ミュージッククリップ（2008年1月30日）
- For You（2008年3月19日）
- WHITEDAY IN JEJU 2008 (2008年9月19日)
- パク・ヨンハ ダイアリーPART1（2009年2月18日）
- Say goodbye ミュージッククリップ（2009年3月4日）
- PARK YONG HA ARENA TOUR 2008〜2009 LOVE（2009年3月18日）
- パク・ヨンハ ダイアリーPART2（2009年7月15日）
- Summer face Japan Event 2008（2009年7月31日）
- パク・ヨンハ5周年記念イベント（2009年11月18日）
- PARK YONG HA CONCERT IN HAWAII 2009 “Sweet Home”（2010年1月20日）
- PARK YONG HA 2010 LIVE IN SEOUL “CANDY MAN”（2010年6月9日）
- パク・ヨンハ ダイアリー SEASON2（2011年5月25日）
- PARK YONG HA STORY True Actor，True Artist（2011年8月10日）
- パク・ヨンハ もうひとつの物語 〜メイキング オブ ザ・スリングショット 男の物語〜（2011年8月26日）
- パク・ヨンハ ダイアリー SEASON3（2011年11月16日）
- Park Yong Ha Films 2004-2010 ☆We Love Yong Ha☆ (2012年6月13日)

## ライブ
- 1st Japan Tour 2005（2005年1月7日 - 2月11日）（9都市14回公演）
- summer concert 2005（2005年8月22日、28日）（2都市2回公演）
- CONCERT 2006〜WILL BE THERE...〜（2006年3月4日、5日、7日）（2都市3回公演）
- CONCERT IN HAWAII 2006（2006年10月14日）
- 2007 Live in Seoul（2007年10月28日）
- パク・ヨンハ アリーナツアー 2008〜2009（2008年12月3日 - 2009年1月8日）（3都市4公演）
- CONCERT IN HAWAII 2009 “Sweet Home”（2009年10月17日）
- PARK YONG HA 2010 LIVE IN SEOUL“CANDY MAN”（2010年3月14日）
- パク・ヨンハ コンサートツアー 2010〜STARS〜（2010年6月19日、20日、26日）（2都市3公演）

本来であれば日本全国14都市・18公演（当初は12都市・15公演だったがチケット完売に付き新たに横浜市での1公演と大阪市での2公演が追加された）が予定されていたが、6月26日川口リリアメインホールでのものが生前最後の公演となり、残り12都市・15公演はキャンセル（代替無し）となった。

## イベント

### ファンクラブイベント
- 日本公式ファンクラブ Summer face Japan 発足式（2004年10月23日）
- CSドラマ「愛したあとに〜サランハンフエ」試写会（2005年12月6日）
- Summer face Japan Event 2006（2006年7月15日 - 7月30日）（6都市8公演）
- Summer face Japan Event 2008“パク・ヨンハのTenTenTen Club”（2008年7月5日 - 2008年7月24日）（8都市9公演）

### その他公式イベント
- アルバム「期別」発売記念トーク&ミニ・コンサート（2004年6月20日）
- シングル「カジマセヨ」SHOW CASE IN SEOUL（2004年11月14日）
- アルバム「Fiction」発売記念イベント（2004年12月14日、12月18日）
- ヨンハライナー（2005年3月9日） - 京成電鉄の「スカイライナー」（当時はAE100形）を1編成貸切して運行された。
- アルバム「sometime」発売・日本デビュー1周年記念イベント（2005年7月20日）
- アルバム「WILL BE THERE...」発売記念イベントPark Yong Ha Valentine's Party（2006年2月12日）
- シングル「永遠」発売記念イベント（2007年8月29日）
- WHITEDAY IN JEJU 2008
- ドラマ「On Air」試写会記者会見（2008年6月12日）
- 2009 White Day With Park Yong Ha (2009年3月14日)
- パク・ヨンハ5周年記念イベント〜Beautiful days 1873〜（2009年8月1日）
- シングル「最愛のひと」発売記念イベント（2009年11月18日）
- 映画「作戦 The Scam」舞台挨拶付きプレミアム上映会（2010年1月26日）

### 追悼イベント
- 「パク・ヨンハ FILMS 2004〜2010 ☆We LOVE Yong Ha☆」（2011年3月5日新潟/3月9日神奈川/3月12日広島/3月14日福岡/3月17日愛知/3月19日宮城→振替7月9日/3月21日北海道/3月24,25日大阪→追加6月10日/3月28,29日東京→振替6月13,14,22日）

東北地方太平洋沖地震（東日本大震災）のため宮城と東京は振替実施となり、参加できない方が多かったため大阪は追加公演が決まった。
- 「パク・ヨンハ FILMS 2004〜2010 ☆We LOVE Yong Ha☆」アンコール上映（2011年9月10日〜9月13日シネマート新宿）
- 「パク・ヨンハ　Forever展 〜最愛の息子よ〜」【東京】2011年9月8日（木）〜9月13日（火）新宿髙島屋11階催会場【名古屋】2011年9月21日（水）〜9月26日（月）松坂屋名古屋店 南館8階マツザカヤホール

## 書籍
- 一緒旅（2004年）（写真集）
- YS（ヨナスタイル）（2008年 - ）（季刊誌）
- 「LOVE」（2009年3月10日）（アーティストブック）
- 「GIFT」（2009年）（写真集）
- 「Yong Ha大好き。」（2010年11月15日）（写真集）
- 「The Best Park Yong Ha」（2010年11月19日）（写真集）
- 「息子よ―真実のパク・ヨンハ」（2011年3月10日）（手記）
- 「Yong Ha もっと大好き。」（2011年6月22日）（写真集）
- 「Yong Ha Forever The 32-Year-Old」（2011年9月9日）（写真集）

## 脚註
1. ↑  “스카이데일리, 박원순 문중 빌딩, 강남역 금싸라기 900억 호가”. www.skyedaily.com (2016年5月5日). 2022年11月14日閲覧。
2. ↑  宇佐美彰彦（サンケイスポーツ文化報道部次長） (2007年4月4日). “パク・ヨンハの軍免除にネチズンの非難殺到…「角膜ヨンハ」のニックネームも”. 韓流徒然日記－わが麗しの大韓民国－.  産経デジタル「イザ!β版」. 2019年6月23日閲覧。 ※ 現在はインターネットアーカイブ内に残存
3. ↑  パク・ヨンハさん、遺体で発見される 朝鮮日報日本語版・2010年06月30日付け掲載記事《2019年6月23日閲覧；現在はインターネットアーカイブ内に残存》
4. ↑  テレビ朝日『スーパーモーニング』の「ガラポン芸能特報」（2010年6月30日）、日本テレビ『スッキリ!!』（2010年7月1日）にて
5. ↑  桜井紀雄 (2010年7月4日). “「日本人になれ！」とネットバッシングも…韓流自殺の連鎖、「冬ソナ」スターに隠された苦悩とは？”. 産経新聞 2019年6月23日閲覧. "全7頁構成（左記リンクは1頁目のもの）" ※ 現在はインターネットアーカイブ内に残存
6. ↑  当時の韓国では自殺者の増加が問題視され、特に相次いだ有名人の自殺が大きく報じられることでその後追いとみられる自殺が多発した事実があり、一連の葬儀を取材したTBSテレビのJapan News Network特派員は、有名人の自殺について一般メディアでは抑制的に対応する傾向があると分析した（2010年7月2日『Nスタ』にて）。
7. 1 2 3 4  “パク・ヨンハのプロフィール、画像、最新ニュース”. ワウコリア（WoW!Korea）. 韓国芸能.   エイアイエスイー(株). 2019年6月23日閲覧。
8. ↑  “유명인사묘역（有名人墓地）”.   분당메모리얼파크（盆唐メモリアルパーク）. 2019年6月23日閲覧。 “→有名人墓地（左記リンクの日本語版）。当該ページ内に「故朴容夏の墓（原語版では”故박용하 묘역”）」の項目が掲載されており、クリックすることで当該墓のスナップ写真を表示させることが出来る。更に当該墓地の日本語版サイトには故パク・ヨンハのページが特設されている。”
9. ↑  “『2019年 パク・ヨンハ 10thメモリアルツアー ～薬泉寺特別法要～』受付開始！”. パク・ヨンハ　日本公式サイト『Summer face Japan』 (2019年4月16日). 2019年6月23日閲覧。
10. ↑  パク・ヨンハ - オリコンTV出演情報
11. ↑  YEG JAPAN 発売